# Noordmark

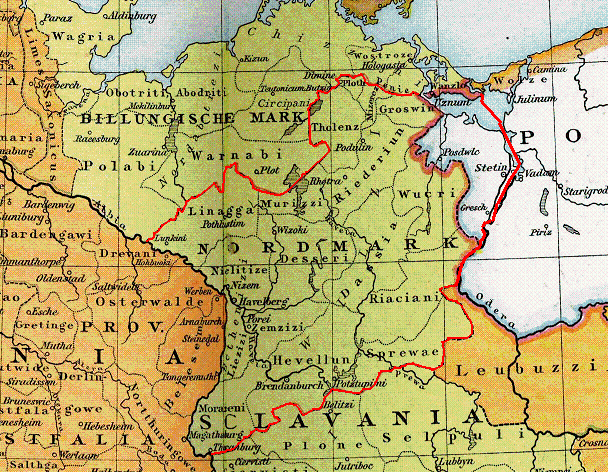
De Noordmark (met rood omkaderd) lag tussen de Billunger mark in het noorden en de mark van Lausitz in het zuiden

De Noordmark of de Noordelijke mark (Duits: Nordmark) is na de dood van Gero de Grote in 965 ontstaan uit de opdeling van de grote Marca Geronis. De Noordmark bestond aanvankelijk uit het noordelijke derde deel van de Marca Geronis (ruwweg overeenkomend met de moderne Duitse deelstaat Brandenburg) en maakte deel uit van de territoriale organisatie van de op de Wenden veroverde gebieden. In 983 maakte de Luticische rebellie de nog vrij recente Germaanse controle over de regio ongedaan. Pas in de 12e eeuw legde Albrecht de Beer de fundamenten voor de Brandenburgse mark.